# Sankt-Vith
Sankt-Vith (en való Sint Vi, en luxemburguès Sankt Vaït i en francès Saint Vith) és un municipi belga de la província de Lieja a la regió valona i a la Comunitat Germanòfona de Bèlgica.

## Localitats
Alfersteg, Amelscheid, Andler, Atzerath, Breitfeld, Crombach, Eiterbach, Galhausen, Heuem, Hinderhausen, Hünningen, Lommersweiler, Neidingen, Neubrück, Neundorf, Niederemmels, Oberemmels, Recht, Rödgen, Rodt, Schlierbach, Schönberg, Setz, Steinebrück, Wallerode i Weppeler.

## Història
Sankt-Vith fou un mercat important de la regió en el segle xii i va rebre la carta comunal el 1350. La vila fou cremada el 1543, 1602 i 1689. Formà part del gran ducat de Luxemburg fins a la derrota de Napoleó I. Pel Congrés de Viena de 1815 fou atribuïda a Prússia. Formà part de la Renània prussiana fins que fou atribuïda amb la resta de la Comunitat Germanòfona a Bèlgica pel Tractat de Versalles el 6 de març de 1925 com a compensació pels danys de la guerra després de la Primera Guerra Mundial.
Com que era una important estació i centre de reparació de ferrocarrils, fou un punt estratègic en la batalla de les Ardenes. Fou defensada per l'exèrcit dels Estats Units d'Amèrica durant uns quants dies del contraatac alemany, i tornà a ser ocupada per la Wehrmacht després de la retirada americana. Els aliats bombardejaren intensivament la ciutat el 25 i 26 de desembre de 1944 i la destruïren en un 95%, La torre Büchel és avui l'únic vestigi d'abans de la guerra i es troba al centre de la ciutat.

## Personatges il·lustres
- Silvio Gesell (1862-1930), economista alemany
- Bruno Thiry (1962-), pilot de ral·lis